# Developmental Cell
Developmental Cell is een internationaal, aan collegiale toetsing onderworpen wetenschappelijk tijdschrift op het gebied van de celbiologie en de ontwikkelingsbiologie. De naam wordt in literatuurverwijzingen meestal afgekort tot Dev. Cell. Het wordt uitgegeven door Elsevier en verschijnt maandelijks.